# Крістіан Родрігес
Крі́стіан Габріе́ль Родрі́гес Баро́тті (ісп. Cristian Gabriel Rodríguez Barotti, нар. 30 вересня 1985, Хуан Лакасе) — уругвайський футболіст, фланговий півзахисник клубу «Пеньяроль».
Насамперед відомий виступами за «Порту» та «Атлетіко», а також національну збірну Уругваю.

## Клубна кар'єра
2002 року Крістіан почав свою професійну кар'єру в клубі «Пеньяроль», за який виступав протягом трьох років. Протягом цього часу головний тренер клубу періодично довіряв Родрігесу місце в стартовому складі, проте лише зрідка, тому як, на його думку, Крістіан не володів достатньою кваліфікацією для виступів на професійному рівні. Незважаючи на це 2003 року він разом з командою став Чемпіоном Уругваю.

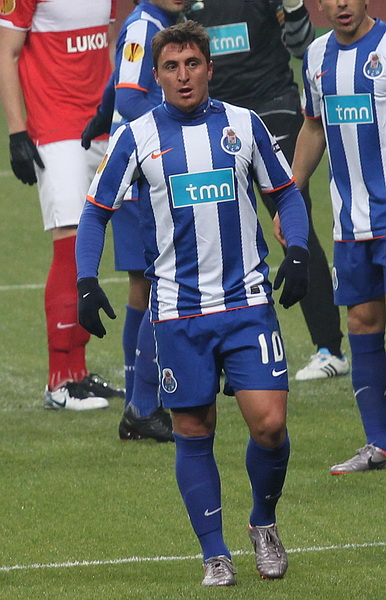
Крістіан Родрігес у складі «Порту». 21 серпня 2010

Влітку 2005 року Крістіан разом із одноклубником Карлосом Буено підписав трирічний контракт з «Парі Сен-Жерменом». Протягом перших двох сезонів Родрігес зіграв у 36 матчах, будучи гравцем запасу. Незважаючи на це Родрігес користувався довірою у головного тренера ПСЖ, і коли була необхідна присутність надійного півзахисника запасу, Крістіан був першим у списку на появу у матчі. У першому сезоні він разом з клубом став володарем Кубка Франції, а у другому сезоні саме Родрігес допоміг своїй команді зберегти прописку в Лізі 1, забивши м'яч у ворота «Монако».
Влітку 2007 року Родрігес відправився в оренду до «Бенфіки», за яку виступав протягом сезону 2007/08. За цей час півзахисник провів 24 матчі та забив 6 м'ячів.
Одного року виступів у португальському чемпіонаті Крістіану вистачило, щоб на нього звернув увагу «Порту». Гранд футболу Португалії зробив пропозицію як самому Крістіану, так і «ПСЖ» і влітку того ж року Родрігес підписав з «Порту» контракт, за яким успішно виступав до 2012 року, відігравши понад 70 матчів. За цей час він став триразовим чемпіоном Португалії, та триразовим володарем Суперкубка та Кубка Португалії, а також переможцем Ліги Європи.
До складу клубу «Атлетіко» приєднався влітку 2012 року і відразу виграв Суперкубок УЄФА 2012 року. Вже у першому сезоні за нову команду Родрігес став міцним гравцем основної команди і допоміг клубу виграти вперше з 1996 року Кубок Іспанії, обігравши в фіналі принципового суперника — «Реал».
З сезону 2014/15 втратив місце в основному складі, через що у січні 2015 року перейшов на правах оренди у «Парму» до кінця сезону. Втім менш ніж через два місяці через нестабільну фінансову ситуацію в італійському клубі, він приєднався також на правах оренди до бразильського «Греміо». Але у цій команді Родрігеса турбували травми, через які він зіграв за клуб лише 80 хвилин і 8 травня залишив команду.
24 липня 2015 року на правах вільного агента перейшов у аргентинське «Індепендьєнте» (Авельянеда). Втім і у цій команді через травми Родрігес основним не був і 19 грудня 2016 року контракт було розірвано за обопільною згодою.
На початку 2017 року Родрігес повернувся в рідний «Пеньяроль», якому у першому ж сезоні допоміг виграти чемпіонат Уругваю, забивши 15 голів у 27 матчах і ставши найкращим бомбардиром команди у сезоні.

## Виступи за збірні
2005 року залучався до складу молодіжної збірної Уругваю. На молодіжному рівні зіграв у 5 офіційних матчах.
За збірну Уругваю Крістіан Родрігес дебютував 2003 року у віці 18 років в матчі проти збірної Мексики.
Родрігес — учасник чотирьох Кубків Америки. На першому для Родрігеса турнірі 2004 року у Перу команда здобула бронзові нагороди, на другому він забив гол у 1/4 фіналу розіграшу 2007 року у ворота господарів, Венесуели, вивівши команду до півфіналу, а 2011 року на Кубку Америки він разом зі своєю збірною став чемпіоном Південної Америки.
2013 року був учасником розіграшу Кубка конфедерацій 2013 року у Бразилії, а наступного року поїхав і на чемпіонат світу, що проходив у цій же країні. На перший для себе чемпіонат світу Родрігес міг поїхати ще у 2010 році, але в останній грі кваліфікаційного раунду проти Аргентини (0:1) Родрігес отримав чотириматчеву дискваліфікацію за удар Габріеля Гайнце і в кінцевому підсумку головний тренер Оскар Табарес вирішив не брати з собою гравця на турнір у ПАР.
23 травня 2015 року потрапив у заявку на четвертий для себе розіграш Кубка Америки 2015 року у Чилі. У першому матчі Крістіан забив єдиний гол проти Ямайки, що приніс перемогу Уругваю. В кінці матчу він був обраний найкращим гравцем матчу. В підсумку Уругвай дійшов до чвертьфіналу, де поступився господарям чилійцям, Крістіан грав у кожній грі. Наступного року Родрігес мав поїхати на черговий Кубок Америки, але через травму змушений був його пропустити, уступивши місце у фінальній заявці Дієго Лаксальту.
Згодом у складі збірної був учасником чемпіонату світу 2018 року у Росії.
Наразі провів у формі головної команди країни 105 матчів, забивши 11 голів.

## Статистика виступів

### Статистика клубних виступів
| Сезон                | Команда              | Чемпіонат            | Чемпіонат | Чемпіонат | Національний кубок | Національний кубок | Національний кубок | Континентальні кубки | Континентальні кубки | Континентальні кубки | Інші змагання | Інші змагання | Інші змагання | Усього | Усього |
| Сезон                | Команда              | Ліга                 | Ігор      | Голів     | Ліга               | Ігор               | Голів              | Ліга                 | Ігор                 | Голів                | Ліга          | Ігор          | Голів         | Ігор   | Голів  |
| -------------------- | -------------------- | -------------------- | --------- | --------- | ------------------ | ------------------ | ------------------ | -------------------- | -------------------- | -------------------- | ------------- | ------------- | ------------- | ------ | ------ |
| 2007–08              | «Бенфіка»            | ПЛ                   | 25        | 6         | КП+КЛ              | 2+2                | 1+0                | ЛЧ+КУЄФА             | 5+3                  | 0                    | -             | -             | -             | 37     | 7      |
| 2008–09              | «Порту»              | ПЛ                   | 29        | 6         | КП+КЛ              | 2+2                | 0                  | ЛЧ                   | 10                   | 1                    | СП            | 1             | 0             | 44     | 7      |
| 2009–10              | «Порту»              | ПЛ                   | 18        | 4         | КП+КЛ              | 4+2                | 1+0                | ЛЧ                   | 6                    | 0                    | СП            | 0             | 0             | 30     | 5      |
| 2010–11              | «Порту»              | ПЛ                   | 13        | 1         | КП+КЛ              | 2+1                | 0                  | ЛЄ                   | 11                   | 1                    | СП            | 1             | 0             | 28     | 2      |
| 2011–12              | «Порту»              | ПЛ                   | 10        | 1         | КП+КЛ              | 1+3                | 0+1                | ЛЧ+ЛЄ                | 1+1                  | 0                    | СП+СУ         | 0+1           | 0             | 17     | 2      |
| Усього за «Порту»    | Усього за «Порту»    | Усього за «Порту»    | 70        | 12        |                    | 17                 | 2                  |                      | 29                   | 2                    |               | 3             | 0             | 119    | 16     |
| 2012–13              | «Атлетіко»           | ПД                   | 33        | 1         | КІ                 | 7                  | 0                  | ЛЄ                   | 6                    | 2                    | СУ            | 1             | 0             | 47     | 3      |
| 2013–14              | «Атлетіко»           | ПД                   | 20        | 1         | КІ                 | 7                  | 0                  | ЛЧ                   | 10                   | 0                    | СІ            | 2             | 0             | 39     | 1      |
| 2014–15              | «Атлетіко»           | ПД                   | 6         | 0         | КІ                 | 2                  | 1                  | ЛЧ                   | 2                    | 0                    | СІ            | 1             | 0             | 11     | 1      |
| Усього за «Атлетіко» | Усього за «Атлетіко» | Усього за «Атлетіко» | 59        | 2         |                    | 16                 | 1                  |                      | 18                   | 2                    |               | 4             | 0             | 97     | 5      |
| 2014–15              | «Парма»              | A                    | 5         | 0         | КІ                 | 1                  | 0                  | -                    | -                    | -                    | -             | -             | -             | 6      | 0      |
| Усього за кар'єру    | Усього за кар'єру    | Усього за кар'єру    | 159       | 20        |                    | 38                 | 4                  |                      | 55                   | 4                    |               | 7             | 0             | 259    | 32     |

## Титули і досягнення

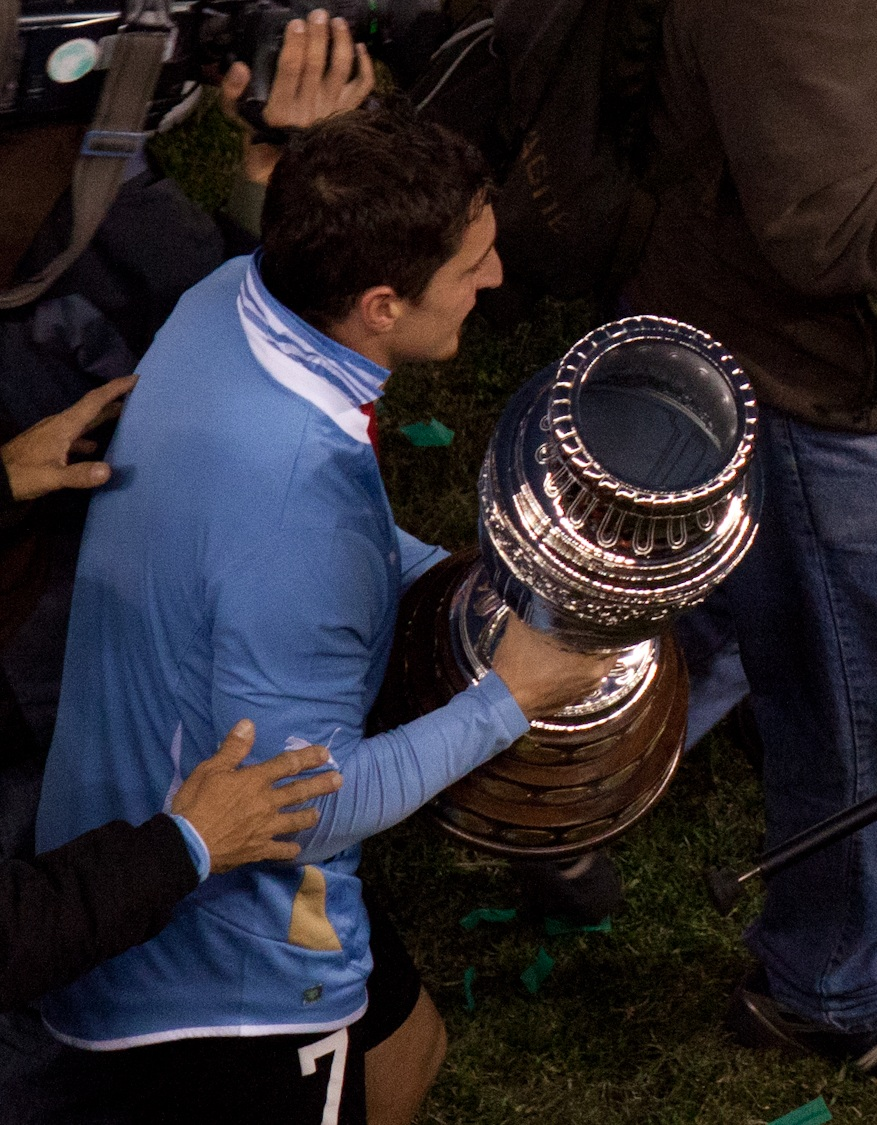
Крістіан Родрігес з Кубком Америки. 24 липня 2011

- Чемпіон Уругваю (3):

«Пеньяроль»: 2003, 2017, 2018
- Володар Суперкубка Уругваю (1):

«Пеньяроль»: 2018
- Володар Кубка Франції (1):

«Парі Сен-Жермен»: 2005-06
- Чемпіон Португалії (3):

«Порту»: 2008-09, 2010-11, 2011-12
- Володар Кубка Португалії (3):

«Порту»: 2008-09, 2009-10, 2010-11
- Володар Суперкубка Португалії (3):

«Порту»: 2009, 2010, 2011
- Чемпіон Іспанії (1):

«Атлетіко»: 2013-14
- Володар Кубка Іспанії (1):

«Атлетіко»: 2012-13
- Володар Суперкубка Іспанії (1):

«Атлетіко»: 2014
- Переможець Ліги Європи (1):

«Порту»: 2010-11
- Володар Суперкубка УЄФА (1):

«Атлетіко Мадрид»: 2012
- Володар Кубка Америки (1):

 Уругвай: 2011.
- Бронзовий призер Кубка Америки: 2004